# Lega Nazionale A (pallavolo femminile)
La Lega Nazionale A è la massima serie del campionato svizzero di pallavolo femminile: al torneo partecipano dieci squadre di club svizzere e la squadra vincitrice si fregia del titolo di campione di Svizzera.

## Albo d'oro
| Anno             | Podio             | Podio               | Podio               |
| Campione         | Seconda           | Terza               |                     |
| ---------------- | ----------------- | ------------------- | ------------------- |
| 1958-59 Dettagli | FC Lucerna        | -                   | -                   |
| 1959-60 Dettagli | Servette          | -                   | -                   |
| 1960-61 Dettagli | Biel-Bienne       | -                   | -                   |
| 1961-62 Dettagli | Biel-Bienne       | -                   | -                   |
| 1962-63 Dettagli | Biel-Bienne       | -                   | -                   |
| 1963-64 Dettagli | Universität Basel | -                   | -                   |
| 1964-65 Dettagli | Universität Basel | -                   | -                   |
| 1965-66 Dettagli | Universität Basel | -                   | -                   |
| 1966-67 Dettagli | Universität Basel | -                   | -                   |
| 1967-68 Dettagli | Universität Basel | -                   | -                   |
| 1968-69 Dettagli | Universität Basel | -                   | -                   |
| 1969-70 Dettagli | Universität Basel | -                   | -                   |
| 1970-71 Dettagli | Universität Basel | -                   | -                   |
| 1971-72 Dettagli | Universität Basel | -                   | -                   |
| 1972-73 Dettagli | Universität Basel | -                   | -                   |
| 1973-74 Dettagli | Universität Basel | -                   | -                   |
| 1974-75 Dettagli | Universität Basel | -                   | -                   |
| 1975-76 Dettagli | Universität Basel | -                   | Neuchâtel           |
| 1976-77 Dettagli | Universität Basel | -                   | -                   |
| 1977-78 Dettagli | Universität Basel | -                   | -                   |
| 1978-79 Dettagli | Universität Basel | -                   | -                   |
| 1979-80 Dettagli | Universität Basel | -                   | -                   |
| 1980-81 Dettagli | Universität Basel | -                   | -                   |
| 1981-82 Dettagli | Universität Basel | -                   | -                   |
| 1982-83 Dettagli | BTV Lucerna       | -                   | -                   |
| 1983-84 Dettagli | Losanna UC        | -                   | -                   |
| 1984-85 Dettagli | Losanna UC        | -                   | -                   |
| 1985-86 Dettagli | Universität Basel | -                   | -                   |
| 1986-87 Dettagli | Universität Basel | -                   | -                   |
| 1987-88 Dettagli | Universität Basel | -                   | -                   |
| 1988-89 Dettagli | Montana Lucerna   | -                   | -                   |
| 1989-90 Dettagli | Montana Lucerna   | -                   | -                   |
| 1990-91 Dettagli | BTV Lucerna       | Genève-Elite        | -                   |
| 1991-92 Dettagli | BTV Lucerna       | Genève-Elite        | -                   |
| 1992-93 Dettagli | BTV Lucerna       | Genève-Elite        | -                   |
| 1993-94 Dettagli | BTV Lucerna       | -                   | -                   |
| 1994-95 Dettagli | RTV Basilea       | -                   | -                   |
| 1995-96 Dettagli | RTV Basilea       | -                   | Cheseaux            |
| 1996-97 Dettagli | BTV Lucerna       | -                   | Wattwil             |
| 1997-98 Dettagli | BTV Lucerna       | Wattwil             | -                   |
| 1998-99 Dettagli | Wattwil           | -                   | Köniz               |
| 1999-00 Dettagli | Köniz             | Kanti               | -                   |
| 2000-01 Dettagli | Köniz             | -                   | -                   |
| 2001-02 Dettagli | Köniz             | -                   | -                   |
| 2002-03 Dettagli | Köniz             | -                   | -                   |
| 2003-04 Dettagli | Köniz             | Kanti               | Biel-Bienne         |
| 2004-05 Dettagli | Voléro Zurigo     | Köniz               | Franches-Montagnes  |
| 2005-06 Dettagli | Voléro Zurigo     | Franches-Montagnes  | Köniz               |
| 2006-07 Dettagli | Voléro Zurigo     | Köniz               | Franches-Montagnes  |
| 2007-08 Dettagli | Voléro Zurigo     | Kanti               | Köniz               |
| 2008-09 Dettagli | Köniz             | Kanti               | Voléro Zurigo       |
| 2009-10 Dettagli | Voléro Zurigo     | Köniz               | Neuchâtel           |
| 2010-11 Dettagli | Voléro Zurigo     | Neuchâtel           | Franches-Montagnes  |
| 2011-12 Dettagli | Volero Zurigo     | Neuchâtel           | Köniz               |
| 2012-13 Dettagli | Volero Zurigo     | Kanti               | Köniz               |
| 2013-14 Dettagli | Volero Zurigo     | Köniz               | Neuchâtel           |
| 2014-15 Dettagli | Volero Zurigo     | Köniz               | Neuchâtel           |
| 2015-16 Dettagli | Volero Zurigo     | Sm'Aesch Pfeffingen | Düdingen            |
| 2016-17 Dettagli | Volero Zurigo     | Sm'Aesch Pfeffingen | Franches-Montagnes  |
| 2017-18 Dettagli | Volero Zurigo     | Sm'Aesch Pfeffingen | Düdingen            |
| 2018-19 Dettagli | Neuchâtel         | Sm'Aesch Pfeffingen | Düdingen            |
| 2019-20 Dettagli | Non assegnato     | Non assegnato       | Non assegnato       |
| 2020-21 Dettagli | Neuchâtel         | Düdingen            | Sm'Aesch Pfeffingen |
| 2021-22 Dettagli | Neuchâtel         | Sm'Aesch Pfeffingen | Kanti               |
| 2022-23 Dettagli | Neuchâtel         | Düdingen            | Lugano              |
| 2023-24 Dettagli | Neuchâtel         | Düdingen            | Sm'Aesch Pfeffingen |
| 2024-25 Dettagli | Neuchâtel         | Kanti               | Lugano              |

## Palmarès
| Squadra           | Titolo | Stagione |
| ----------------- | ------ | --- |
| Universität Basel | 22     | 1963-64, 1964-65, 1965-66, 1966-67, 1967-68, 1968-69, 1969-70, 1970-71, 1971-72, 1972-73, 1973-74, 1974-75, 1975-76, 1976-77, 1977-78, 1978-79, 1979-80, 1980-81, 1981-82, 1985-86, 1986-87, 1987-88 |
| Volero Zurigo     | 13     | 2004-05, 2005-06, 2006-07, 2007-08, 2009-10, 2010-11, 2011-12, 2012-13, 2013-14, 2014-15, 2015-16, 2016-17, 2017-18                                                                                  |
| BTV Lucerna       | 7      | 1982-83, 1990-91, 1991-92, 1992-93, 1993-91, 1996-97, 1997-98 |
| Köniz             | 6      | 1999-00, 2000-01, 2001-02, 2002-03, 2003-04, 2008-09 |
| Neuchâtel         | 6      | 2018-19, 2020-21, 2021-22, 2022-23, 2023-24, 2024-25 |
| Biel-Bienne       | 3      | 1960-61, 1961-62, 1962-63 |
| Losanna UC        | 2      | 1983-84, 1983-84 |
| Montana Lucerna   | 2      | 1988-89, 1989-90 |
| RTV Basilea       | 2      | 1994-95, 1995-96 |
| FC Lucerna        | 1      | 1958-59 |
| Servette          | 1      | 1959-60 |
| Toggenburg        | 1      | 1998-99 |